# タパルパ
タパルパ（Tapalpa）は、メキシコのハリスコ州にある町、基礎自治体。グアダラハラの110km南にある。プエブロ・マヒコ選出